# Ferrari 500 TRC
La 500 TRC è un'autovettura da competizione prodotta dalla Ferrari nel 1957 in diciannove esemplari.

## Il contesto
Il modello fu la versione aggiornata della 500 TR e venne preparato per avere una vettura conforme alla nuova “sezione C” del regolamento del Campionato del Mondo Sport Prototipi. La Ferrari allargò quindi la cabina di guida, aggiunse le portiere, installò il parabrezza e montò il serbatoio del carburante esternamente all'abitacolo. Il telaio derivava da quello della 860 Monza, mentre per le sospensioni furono previste molle elicoidali sulle quattro ruote, includendo nel retrotreno un ponte rigido anziché il più moderno ponte De Dion. La carrozzeria era di Scaglietti.
Nella prima parte degli anni cinquanta la Ferrari adoperò e sviluppò fondamentalmente due tipologie di motori per le competizioni: il quattro cilindri in linea progettato da Aurelio Lampredi ed il V12 di Gioachino Colombo. Questi due tipi di propulsore possedevano caratteristiche peculiari che li facevano preferire in base al grado di sviluppo. Una di esse era il consumo di carburante, infatti il primo era meno “assetato” rispetto al secondo.
Una serie di sviluppi portarono alla costruzione di varie evoluzioni, con cilindrate diverse, del quattro cilindri in linea che fu montato su vari modelli Ferrari, tra cui la 625 TF, la 735 S, la 750 Monza e la 860 Monza. In questi anni la Maserati dominava molte competizioni, e la Ferrari decise di sviluppare ulteriormente questo tipo di propulsore arrivando a quello montato sulla 500 TR, che era stato progettato da Vittorio Jano. Successivamente venne preparato il quattro cilindri in linea che fu installato sulla 625 LM e che derivava da quello della 625 F1. Si giunse infine alla 500 TRC, che fu l'ultima a montare un propulsore Ferrari a quattro cilindri in linea. Esso era da 2 L di cilindrata e traeva origine più o meno direttamente da quelli sopra menzionati.

## Le competizioni
Il modello non corse mai sotto le insegne della Ferrari, e circa la metà degli esemplari fu venduto negli Stati Uniti d'America per partecipare ad eventi organizzati dallo Sports Car Club of America.
L'affermazione più importante della 500 TRC fu la vittoria di categoria, ed il settimo posto nella classifica complessiva, alla 24 Ore di Le Mans del 1957, con alla guida Lucien Bianchi e Georges Harris.

## Caratteristiche tecniche
Il motore era un quattro cilindri in linea non sovralimentato anteriore e longitudinale. L'alesaggio e la corsa erano rispettivamente 90 mm e 78 mm, che portavano la cilindrata totale a 1984,86 cm³. Il monoblocco e la testata erano fabbricate in lega leggera. Il rapporto di compressione era di 8,5:1, mentre la potenza massima erogata dal propulsore era di 180 CV a 7000 giri al minuto.
La distribuzione era formata da un doppio albero a camme in testa che comandava due valvole per cilindro. L'alimentazione era assicurata da due carburatori di marca Weber e modello 50 DCO. L'accensione era doppia ed il relativo impianto comprendeva due spinterogeni. La lubrificazione era a carter secco, mentre la frizione era bidisco.
Le sospensioni anteriori erano indipendenti, con quadrilateri trasversali e barra stabilizzatrice, mentre quelle posteriori erano formate da un ponte rigido e doppi puntoni laterali. Entrambe montavano ammortizzatori idraulici e molle elicoidali. I freni erano a tamburo sulle quattro ruote, mentre lo sterzo era a vite senza fine e settore dentato. La trazione era posteriore, e la trasmissione era formata da un cambio manuale a quattro rapporti più la retromarcia.
Il telaio era tubolare in acciaio. La carrozzeria era spider in alluminio a due posti, ed era opera di Scaglietti.
La velocità massima raggiunta dalla 500 TRC era di 245 km/h.